# Бали (Пенсилванија)
Бали (енгл. Bally) град је у америчкој савезној држави Пенсилванија.

## Демографија
По попису из 2010. године број становника је 1.090, што је 28 (2,6%) становника више него 2000. године.
| Група             | 2000.         | 2010.         |
| Белци             | 1.046 (98,5%) | 1.055 (96,8%) |
| Афроамериканци    | 5 (0,5%)      | 6 (0,6%)      |
| Азијати           | 5 (0,5%)      | 6 (0,6%)      |
| Хиспаноамериканци | 3 (0,3%)      | 15 (1,4%)     |
| Укупно            | 1.062         | 1.090         |